# Франсуа I де Ла Рошфуко
Франсуа I де ла Рошфуко (фр. François Ier de La Rochefoucauld; 1450—1516) — первый граф де ла Рошфуко (с 1515 года).
Сын Жана де ла Рошфуко. В 1471 году после смерти отца унаследовал его владения, главным из которых была барония Рошфуко. Как и отец, занимал придворную должность королевского камергера (при Карле VIII и Людовике XII).
Был крёстным отцом Франциска I. Тот, заняв в 1515 году королевский трон, даровал баронии Рошфуко статус графства. В него также вошли барония Мартон, шателении Бланзак, Монтиньяк и Вертёйль.
Кроме того, во владении Франсуа I де ла Рошфуко находились сеньории Марсильяк (в 1500 году передана сыну), Барбезьё, Монтандр, Монгийон и Руассак.
Франсуа I первым браком с 1473 года был женат на Луизе де Крюссоль (1453—1500). От неё дети:
- Антуан (1475—1537), сеньор де Барбезьё, предок рода маркизов де Ланак (Langheac)
- Анна, виконтесса де Комбор
- Жакетта (1480—1521), виконтесса де Рошешуар
- Франсуа II (1494—1533), граф де ла Рошфуко.

В 1500 году женился на Барбе дю Буа де Фьен. От неё дети:
- Луи, сеньор де Монтандр, предок рода маркизов де Сюржер
- Жан де ла Рошфуко (ум. 1538), епископ Манда
- Катрин-Клод, дама де Буалами, баронесса де Кюртон.